# Le Val d'Andorre
Le Val d'Andorre (La vall d'Andorra) és una òpera còmica en tres actes de Fromental Halévy, amb llibret de Saint-Georges.

## Representacions
L'òpera va ser estrenada l'11 de novembre de 1848 a l'Opéra-Comique de París amb el rol principal a càrrec de Charles-Amable Battaille. Tot i que avui ha estat totalment oblidada, va constituir un dels més grans èxits de Halévy, gaudint de 165 representacions i capgirant l'aleshores precària situació econòmica del teatre. El crític de la parisenca Gazette et révue musicale va escriure « Aquest és el més brillant èxit absolut que hom recorda a l'Opéra-Comique ». Va ser traduïda a l'alemany i representada l'any 1849 a Leipzig, on va rebre lloances d'Ignaz Moscheles - « Música de genuí caràcter dramàtic, amb una melodia més fluida que en les altres obres de l'autor. El subjecte està treballat amb intel·ligència i és molt expressiva ». L'any 1850 va ser estrenada a Londres, amb crítiques mediocres, però amb l'assistència de la reina Victòria. Per a l'ocasió, la companyia de cantants francesos va haver d'afanyar-se a aprendre el God Save the Queen.
A Madrid es va estrenar l'any 1852, amb gran èxit, la sarsuela El Valle de Andorra, amb música de Joaquín Gaztambide i llibret de Luis de Olona, basat en el llibret de Saint-George.
Als Països Catalans, l'òpera va ser estrenada parcialment el 25 de desembre de 2001 a l'Auditori Nacional d'Andorra en el tradicional concert de Nadal de l'ONCA i els Petits cantors. Tan sols es varen cantar les deu escenes del tercer acte.

## Argument
L'òpera transcorre a Andorra, on Stéphan intenta fugir a l'allistament en l'exèrcit francès. Stéphan és estimat alhora per la jove Rose de Mai; l'ama de Rose, la viuda Thérèse; i la rica Georgette. Quan ell és condemnat per deserció, Rose el rescata amb uns diners furtats a Thérèse, i declarant que els diners pertanyen a Georgette. En un típicament improbable final sorpresa (inspirat en una escena de Les noces de Fígaro), Rose resulta ser una germana de Thérèse perduda des de feia molt de temps, Georgette deixa el pas lliure, i Rose de Mai i Stéphan són lliures per contraure matrimoni.